# ルカ・ヴァルトシュミット
ルカ・ヴァルトシュミット（Luca Waldschmidt 、1996年5月19日 - ）は、ドイツ・ジーゲン出身のプロサッカー選手。ドイツ代表。1.FCケルン所属。ポジションはFW。

## 経歴

### クラブ
いくつかのクラブを経て、2010年にアイントラハト・フランクフルトの下部組織に入団。
2014-15シーズンよりトップチームに昇格し、2015年4月25日のボルシア・ドルトムント戦でトップチームデビューを果たした。
2016年6月30日、ハンブルガーSVと4年契約を結んだ。9月17日、ブンデスリーガのRBライプツィヒ戦、後半83分ボビー・ウッドとの交代で移籍後初出場。しかし、このシーズン、クラブは史上初の2部降格となった。
2018年5月、移籍金500万ユーロでSCフライブルクが獲得した。
2020年8月14日、SLベンフィカに5年契約で加入した。移籍金は1500万ユーロ、契約解除金は8800万ユーロに設定したことも併せて発表された。
2021年8月22日、VfLヴォルフスブルクと2025年までの契約を結んだ。
2023年7月、1.FCケルンにレンタル移籍。2024年6月19日に完全移籍となった。

### 代表
各年代でドイツ代表に選出されている。2019年10月9日に開催されたアルゼンチン戦でフル代表デビュー。

## 代表歴
- U-16ドイツ代表
- U-17ドイツ代表
- U-18ドイツ代表
- U-19ドイツ代表
  - UEFA U-19欧州選手権2015
- U-21ドイツ代表